# Eric Sogard
Eric Sidney Sogard (Phoenix, 22 maggio 1986) è un giocatore di baseball statunitense.

## Carriera

### Minor League (MiLB)
Sogard frequentò la Thunderbird High School a Phoenix, Arizona, sua città natale e dopo essersi diplomato si iscrisse alla Arizona State University di Tempe dove venne selezionato nel secondo turno, come 81ª scelta assoluta del draft MLB 2007, dai San Diego Padres, con cui disputò partite nella classe A-breve, nella classe A e la prima partita nella Tripla-A. Nel 2008 giocò per l'intera stagione nella classe A-avanzata e nel 2009 interamente nella Doppia-A.
Il 16 gennaio 2010, i Padres scambiarono Sogard, assieme a  Kevin Kouzmanoff, con gli Oakland Athletics in cambio di Aaron Cunningham e Scott Hairston.

### Major League (MLB)

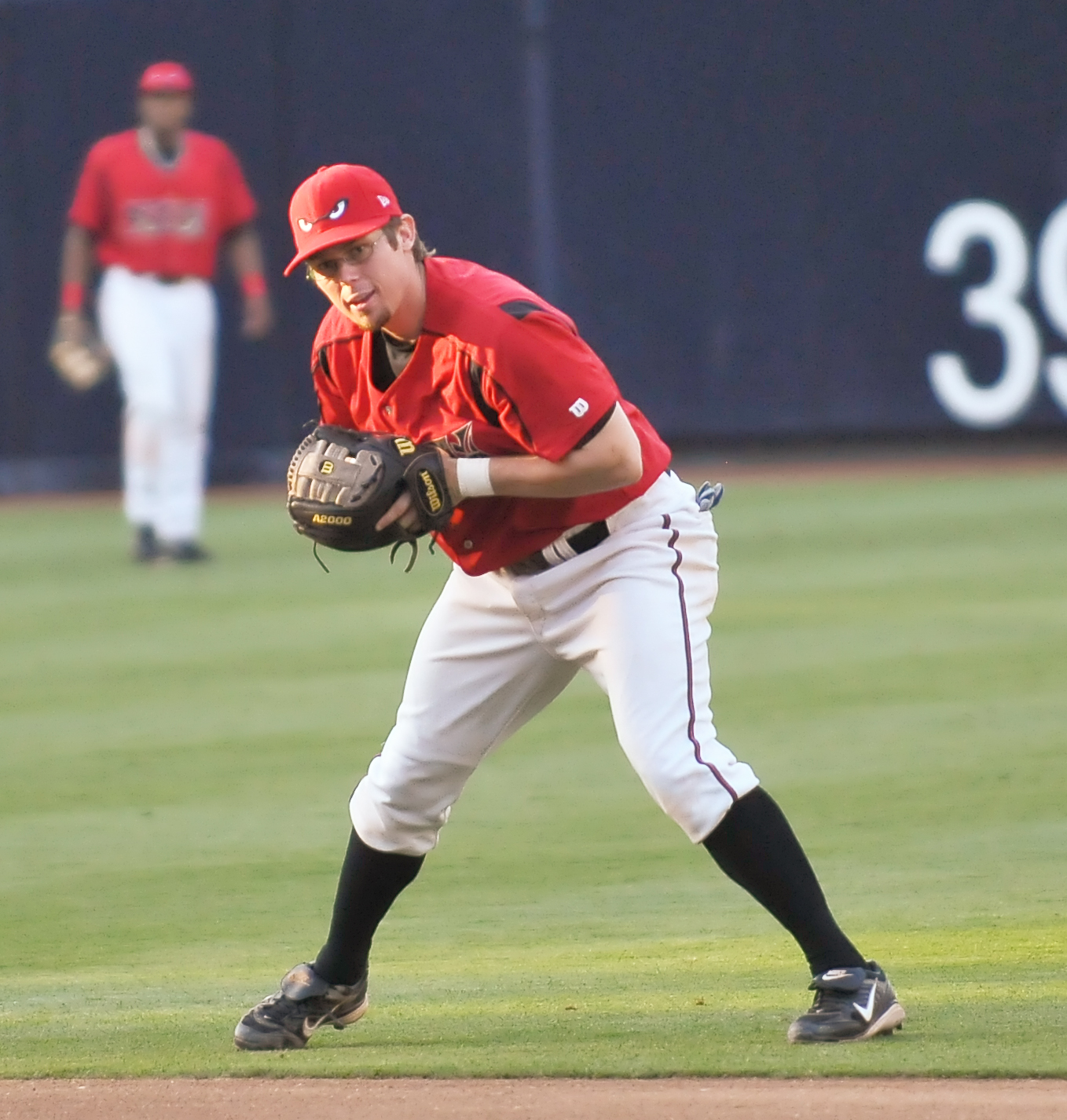
Sogard con i Lake Elsinore Storm (AA) nel 2008

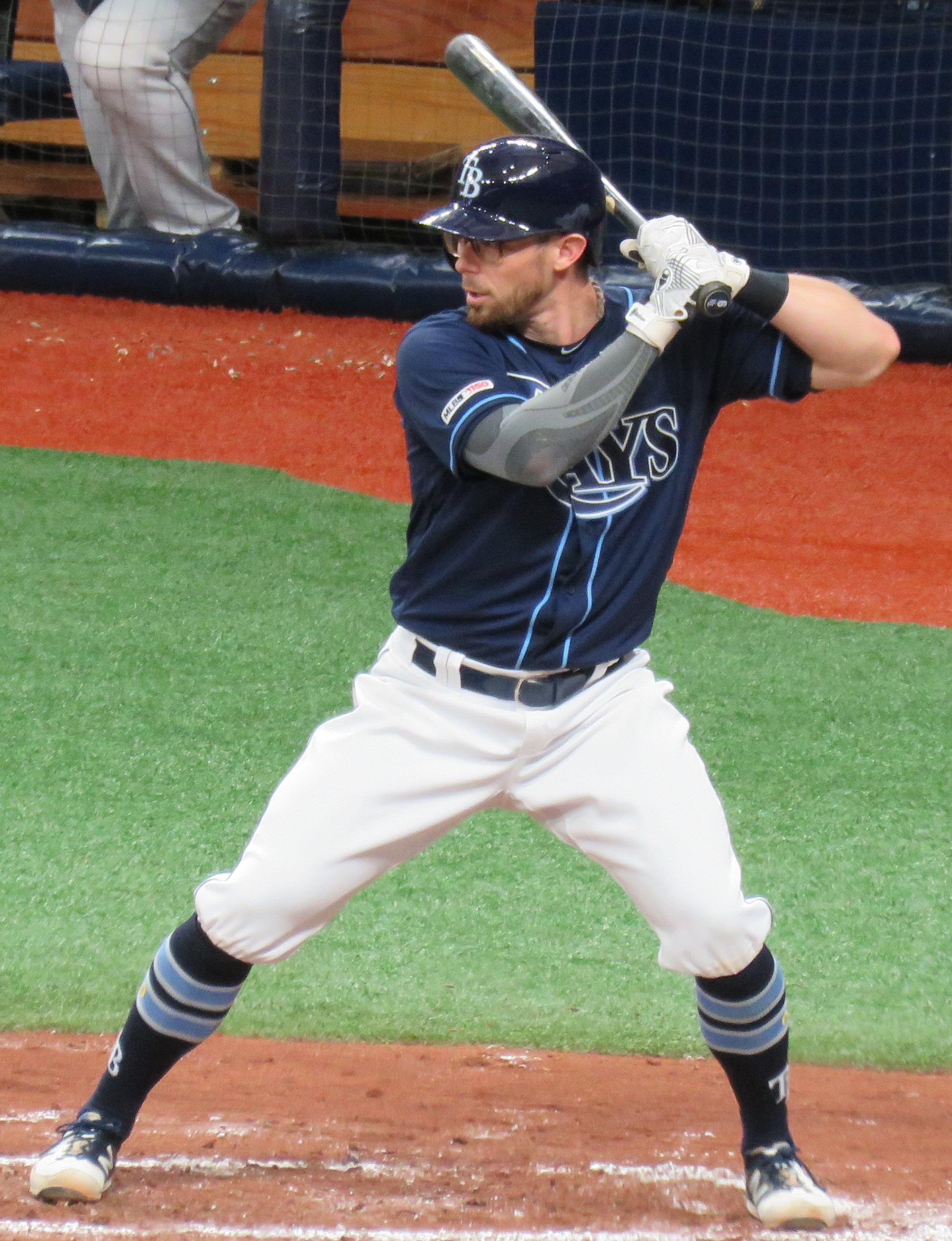
Sogard in battuta con Rays nel 2019

Sogard debuttò nella MLB il 14 settembre 2010, al Kauffman Stadium di Kansas City contro i Kansas City Royals, battendo la sua prima valida nell'ottavo inning. Concluse la stagione con 4 partite disputate nella MLB e 137 nella Tripla-A della minor league.
Nell'aprile del 2016, Sogard si sottopose a un'operazione chirurgica al ginocchio sinistro., riuscendo a partecipare a due sole partite nella classe A-avanzata. Il 7 ottobre divenne free agent.
Il 15 dicembre 2016, Sogard firmò con i Milwaukee Brewers. Nella prima partita giocata con i Brewers, batté un home run da tre punti.
Il 10 luglio 2018, venne svincolato dalla squadra, che però lo riprese con sé il 27 luglio, con un contratto di minor league. Venne nuovamente svincolato il 1º settembre.
Il 21 dicembre 2018, Sogard firmò con i Toronto Blue Jays.
Il 28 luglio 2019. i Blue Jays scambiarono Sogard con i Tampa Bay Rays in cambio di due giocatori da nominare in seguito. Il 1º settembre vennero inviati a Toronto, i giocatori di minor league Curtis Taylor ed Edisson Gonzalez, completando lo scambio. Sogard divenne free agent al termine della stagione.
Il 20 dicembre 2019, Sogard firmò un contratto della validità di un anno con i Milwaukee Brewers, squadra in cui già militò nelle stagioni 2017 e 2018. Divenne free agent al termine della stagione 2020.
Il 3 marzo 2021, Sogard firmò un contratto di minor league con i Chicago Cubs con invito allo spring training incluso. Venne designato per la riassegnazione il 23 luglio e svincolato il 28 luglio successivo.